# Флейвелл, Ричард Энтони
Не следует путать с Richard B. Flavell, также молекулярным биологом.
Ричард Энтони Флейвелл (Richard Anthony Flavell; род. 23 августа 1945, Челмсфорд, Англия) — британско-американский молекулярный биолог, иммунолог и иммунобиолог.
Член Лондонского королевского общества (1984) и Национальных Академии наук (2002) и Медицинской академии (2006) США.
Доктор философии, стерлингский профессор иммунобиологии Йельской школы медицины, где трудится с 1988 года, с которого также исследователь Медицинского института Говарда Хьюза, адъюнкт-профессор Scripps Research (Флорида); заведующий-основатель кафедры иммунобиологии Йеля (1988—2016). Участник открытия интронов в клеточных генах, первопроходец обратной генетики.

## Биография
Родился в семье учителей, его отец был школьным принципалом, а в годы войны — пилотом.
В школе его сперва увлёк французский язык, а потом — история. Затем под влиянием впечатляющего учителя он занялся химией.
Окончил с отличием Халлский университет (бакалавр, 1967, учился с 1964 года) и там же в 1970 году получил степень доктора философии по биохимии, а в 2016 году удостоится от альма-матер почётной докторской степени. Являлся постдоком у Piet Borst в Амстердаме (1970-1972) и у Charles Weissmann в Цюрихе (1972-1973). С последним Флейвелл впервые занимался тем, что ныне называют обратной генетикой. В 1974-1979 годах ассистент-профессор Амстердамского университета. Тогда же он продемонстрировал наличие интронов в генах млекопитающих. В 1979-1982 годах заведовал лабораторией National Institute for Medical Research (Лондон). В 1982-1988 годах президент Biogen Research Corporation (Кембридж, Массачусетс). С 1988 года профессор Йельского университета (с 2002 года стерлингский профессор иммунобиологии) и исследователь Медицинского института Говарда Хьюза; заведующий-учредитель одной из первых в мире кафедры иммунобиологии в Йеле (1988—2016, сменил его Dr. David Schatz; соучредителями кафедры также являлись Alfred Bothwell и супруги H. Kim Bottomly и Charles Janeway). Его лаборатория изучает клеточные и молекулярные основы иммунного ответа. Флейвелл также является исследователем болезни Лайма.
Соруководитель запущенного в 2018 году SJTU-Yale Immune-metabolic Research Center.
В 1995 году приглашённый профессор Эдинбургского университета. Почётный профессор китайских Уханьского и Нанькайского университетов (обоих — 2007), а также Soochow University (Suzhou) (2010), Университетского колледжа Лондона (2011).
В 2014—2015 гг. президент International Cytokine & Interferon Society (ICIS), первый таковой. Член EMBO (1978), Королевского института Великобритании (1984), Henry Kunkel Society (2007), American Association of Immunologists и Нью-Йоркской АН, фелло Американской ассоциации содействия развитию науки (2000). Член-учредитель European Academy for Tumor Immunology (2011). Почётный член Скандинавского (2013) и Британского (2014) обществ иммунологии.
Редактор Immunity и International Immunity, ассоциированный редактор Gene Screen и Genes to Cells.
Среди его учеников Лена Алексополу (Lena Alexopoulou) и др..
Автор многих научных работ, в том числе ряда высокоцитируемых, имеет три патента на полипептиды.
Увлекается садоводством и музыкой, рок-н-роллом, вместе с коллегами он выступает в группе, играя на гитаре, игру на которой освоил ещё подростком, проявив тогда влечение к этому.
Есть супруга Мадлин.

## Награды
- FEBS Anniversary Prize (1980)
- Colworth Medal[англ.] (1980)
- Darwin Trust Prize Эдинбургского университета (1995)
- Distinguished Service Award, Miami Nature Biotechnology Winter Symposia (2001)
- Rabbi Shai Shacknai Memorial Prize (2008)
- AAI Invitrogen Meritorious Career Award (2008)
- Andrew Lazarovitz Award, Canadian Society of Transplantation[англ.] (2011)
- Премия Вильяма Коли Института исследований рака (2012, совместно с Лори Глимчер и Kenneth M. Murphy)[12]
- Vilcek Prize[англ.] в области биомедицинских наук одноимённого фонда (2013, совместно с Р. М. Меджитовым)[13]
- Star of Hope Award, JDRF[англ.] Connecticut Chapter (2014)
- Excellence in Mentoring Award, American Association of Immunologists[англ.] (2016)[14]
- Hans Bloemendal Medal (2017)[15]
- Seymour & Vivian Milstein Award (2017)